# 科羅威人

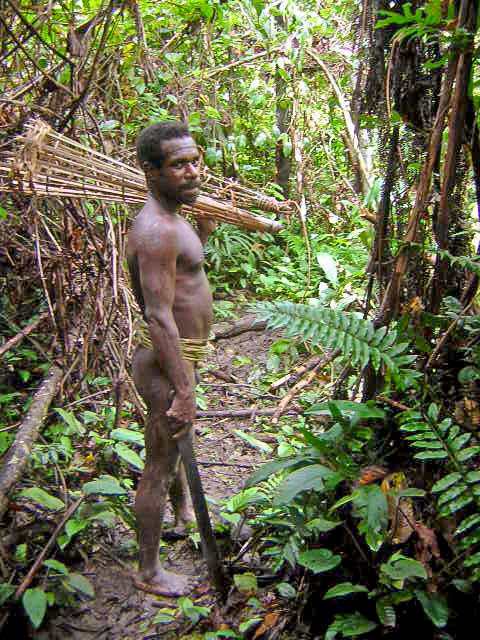
科羅威人

科羅威人（Korowai people），印尼巴布亞省東南部的原住民，他們的房屋建於樹上，總人口數約3000人。科羅威人使用石頭和骨製工具，但已發展出農業灌溉系統，生產甘薯、豆類、菠菜等，並擅長捕獵。
傳聞該族仍保有食人傳統，但並無確切證據。